# Mathilde Auguez
Pauline Mathilde Lucie Auguez de Montalant, née le 28 mars 1868 à Amiens et morte le 18 juillet 1955 à Paris 6e, est une chanteuse lyrique soprano française.

## Biographie

### Formation
Son père, Auguste, Jules, Arsène est employé au chemin de fer. Élève au Conservatoire de Paris elle obtient une troisième médaille de solfège en 1885, un premier accessit d'opéra-comique en 1886, un deuxième accessit de chant en 1887 et un second prix d'opéra-comique en 1887.

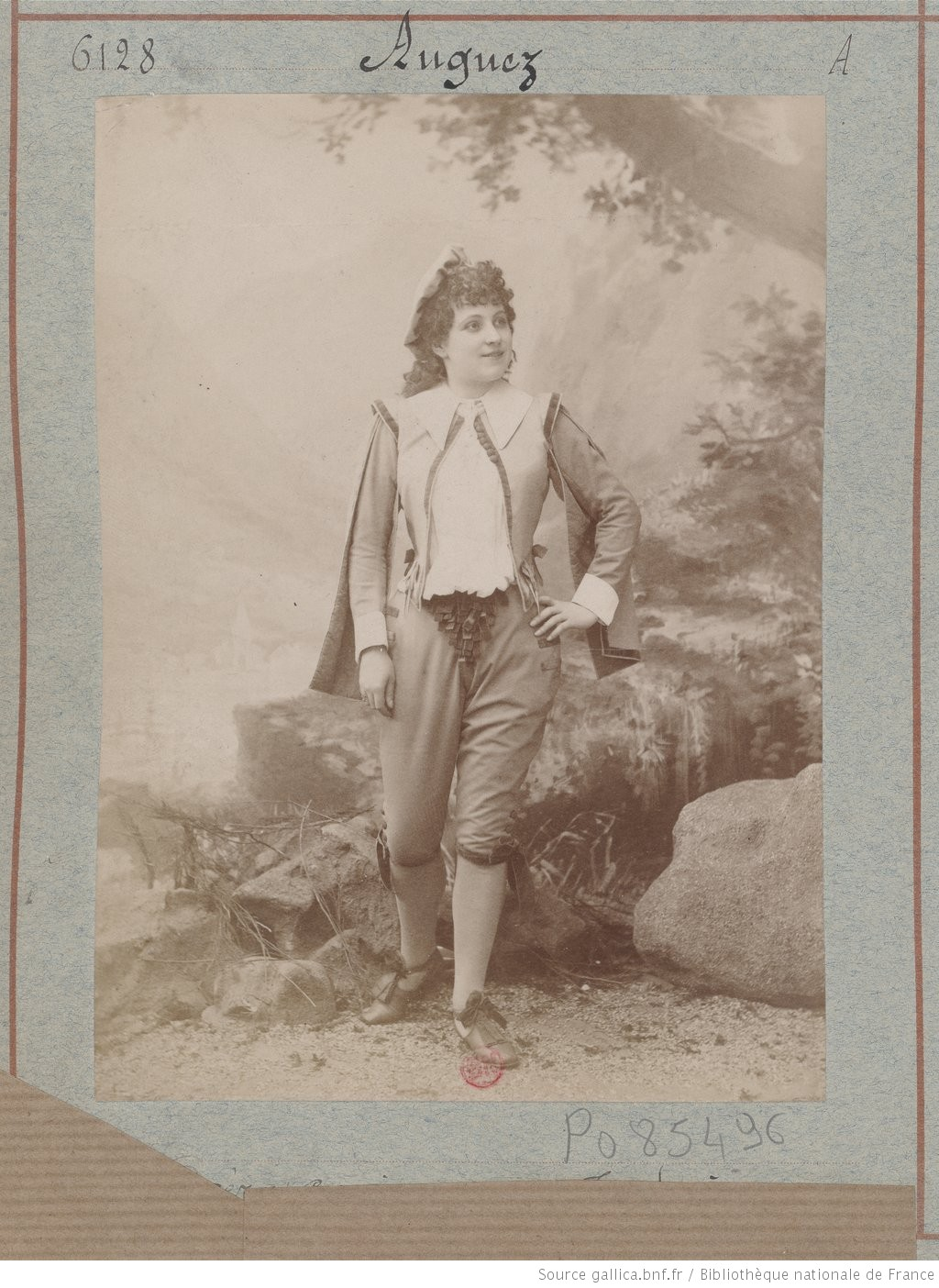
Mathide Auguez interprétant Isabelle dans l'opéra comique Turlupin ; (album de l'Atelier Nadar. Vol. 31)

### Carrière
Ses débuts sur scène datent de 1887, dans Proserpine de Camille Saint-Saëns, et le Roi malgré lui d'Emmanuel Chabrier. Son premier rôle important, le 29 mars 1888, est à l'Opéra-Comique, dans Madame Turlupin, opéra-comique d'Ernest Guiraud, où elle interprète Isabelle. Elle chante ensuite dans le Baiser de Suzon d'Herman Bemberg (création, rôle de Suzon) ; dans Mireille de Charles Gounod, les Dragons de Villars d'Aimé Maillart… Le 30 janvier 1889, elle crée au théâtre des Nouveautés la Vénus d'Arles de Louis Varney.
Le 11 décembre 1891, au théâtre des Variétés, elle est Denise de Flavigny, dans Mam'zelle Nitouche d’Hervé. Toujours aux Variétés, elle joue ensuite dans les Brigands d'Offenbach.
En 1894, elle chante les chansons 1830 à la Bodinière, ce qui lui vaut ce commentaire, dans la Caricature : « Elle était bien morte, la divine Romance ! quand par bonheur, en l'an de grâce 1894, Mlle Mathilde Auguez, petite-fille de Loïsa Puget, et M. Cooper, petit-fils de Garat, la ressuscitèrent. »
Elle poursuit une carrière fréquemment saluée par la critique. Ainsi le Journal amusant écrit, en 1910 : « Auguez de Montalant, qui possède au suprême degré la science du chant, a chanté merveilleusement le Panis Angelicus et de Grand Air de Rédemption. Elle y a obtenu un gros succès, comme d'habitude. La voix est pure, nette, bien timbrée, l'articulation excellente, et Mlle Auguez de Montlant charme en outre l'auditoire par un style et une connaissance des nuances très rares de nos jours. »
Elle épouse, le 10 mars 1898, le journaliste et dramaturge Henri Lavedan. Morte le 18 juillet 1955 en son domicile dans le 6e arrondissement de Paris, elle est enterrée avec lui et leur fille Geneviève (1886-1906) au cimetière du Père-Lachaise (division 19).

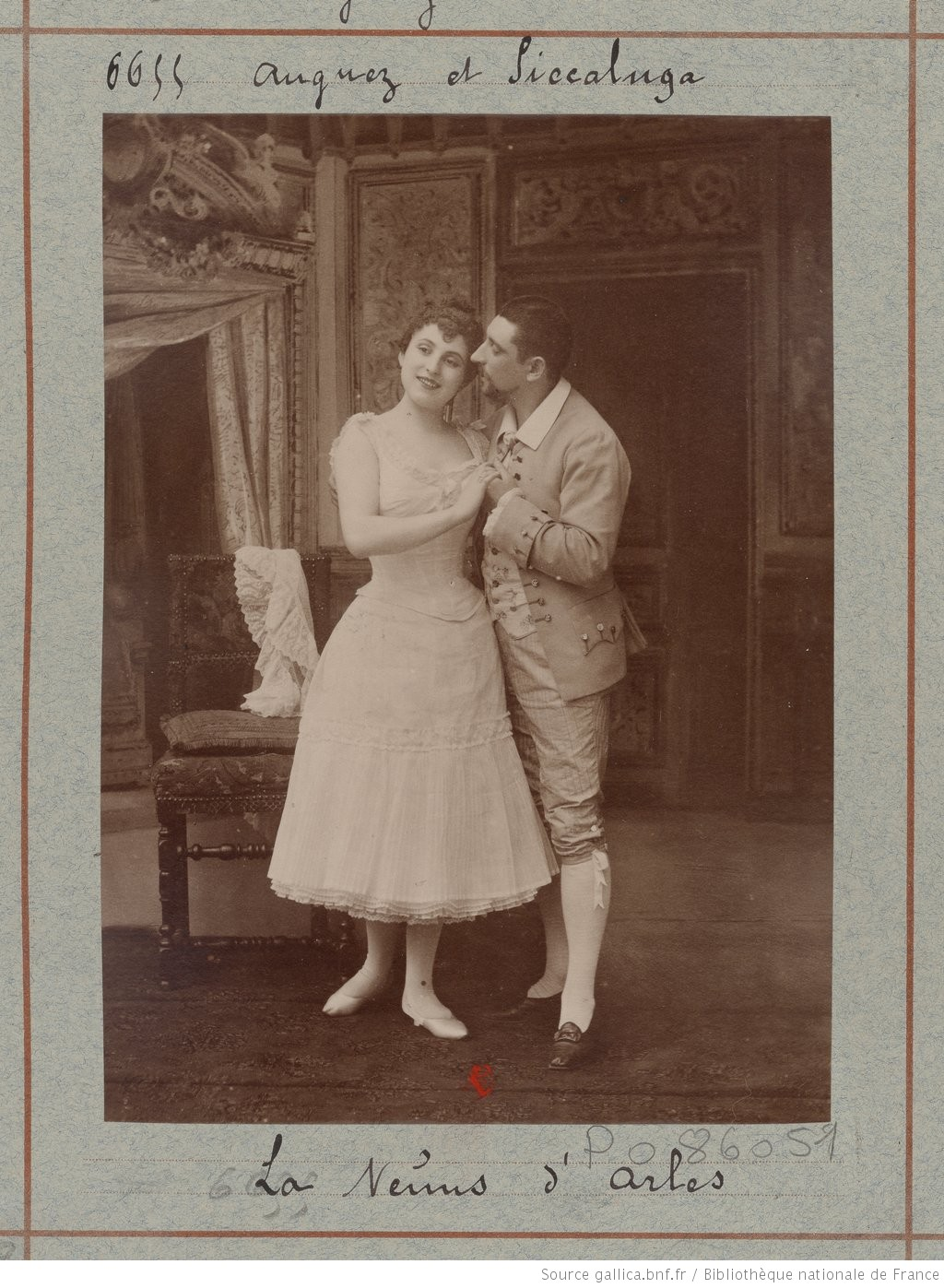
Mathilde Auguez et Albert Piccaluga dans la Vénus d'Arles, atelier Nadar.